# Кубок північноірландської ліги з футболу 2018—2019
Кубок північноірландської ліги 2018–2019 (англ. BetMcLean League Cup) — 33-й розіграш Кубка північноірландської ліги. Титул вдесяте здобув Лінфілд.

## Календар
| Раунд        | Дата                         | Матчі | Клуби   |
| ------------ | ---------------------------- | ----- | ------- |
| Перший раунд | 4 серпня 2018                | 4     | 36 → 32 |
| Другий раунд | 28 серпня - 12 вересня 2018  | 16    | 32 → 16 |
| Третій раунд | 9-30 жовтня 2018             | 8     | 16 → 8  |
| 1/4 фіналу   | 13 листопада - 4 грудня 2018 | 4     | 8 → 4   |
| 1/2 фіналу   | 11 грудня 2018               | 2     | 4 → 2   |
| Фінал        | 16 лютого 2019               | 1     | 2 → 1   |

## Перший раунд
| Команда 1            | Рахунок | Команда 2              |
| -------------------- | ------- | ---------------------- |
| 4 серпня 2018        |         |                        |
| Дандела (2)          | 1:3     | Нокбреда (2)           |
| Лурган Селтік (3)    | 4:0     | Армаг Сіті (3)         |
| ПСНІ (2)             | 1:0     | Бенбрідж Таун (3)      |
| Квінз Юніверсіті (3) | 3:4     | Лісберн Дістіллері (3) |

## Другий раунд
| Команда 1                     | Рахунок      | Команда 2                 |
| ----------------------------- | ------------ | ------------------------- |
| 28 серпня 2018                |              |                           |
| Енней Юнайтед (3)             | 1:3          | Ворренпойнт Таун          |
| Ардс                          | 3:2          | Ньюінгтон Юз (3)          |
| Баллінамаллард Юнайтед (2)    | 4:1          | Лурган Селтік (3)         |
| Балліміна Юнайтед             | 5:1          | Доллінгстоун (3)          |
| Каррік Рейнджерс (2)          | 6:0          | Спорт-енд-Леже Свіфтс (3) |
| Кліфтонвілль                  | 5:1          | Лісберн Дістіллері (3)    |
| Колрейн                       | 2:1          | Балліклейр Комрадс (2)    |
| Данганнон Свіфтс              | 2:1 дч       | Лімаваді Юнайтед (2)      |
| Гленавон                      | 0:1          | Дергв'ю (2)               |
| Інститут                      | 5:1          | Лофгол (2)                |
| Гленторан                     | 3:2 дч       | Ларн (2)                  |
| Лінфілд                       | 8:0          | Мойола Парк (3)           |
| Ньюрі Сіті АФК                | 1:0          | Нокбреда (2)              |
| Крузейдерс                    | 4:1          | ПСНІ (2)                  |
| Тобермор Юнайтед (3)          | -:+          | Портадаун (2)             |
| 12 вересня 2018               |              |                           |
| Харленд-енд-Вульф Велдерс (2) | 3:3 пен. 4:2 | Портстюарт (3)            |

## Третій раунд
| Команда 1         | Рахунок      | Команда 2                     |
| ----------------- | ------------ | ----------------------------- |
| 9 жовтня 2018     |              |                               |
| Кліфтонвілль      | 3:2          | Каррік Рейнджерс (2)          |
| Ворренпойнт Таун  | 2:3 дч       | Данганнон Свіфтс              |
| Дергв'ю (2)       | 1:4          | Ардс                          |
| Крузейдерс        | 2:1          | Баллінамаллард Юнайтед (2)    |
| Балліміна Юнайтед | 1:0          | Харленд-енд-Вульф Велдерс (2) |
| 30 жовтня 2018    |              |                               |
| Ньюрі Сіті АФК    | 1:1 пен. 1:4 | Портадаун (2)                 |
| Гленторан         | 3:3 пен. 3:2 | Колрейн                       |
| Лінфілд           | 5:0          | Інститут                      |

## 1/4 фіналу
| Команда 1         | Рахунок      | Команда 2         |
| ----------------- | ------------ | ----------------- |
| 13 листопада 2018 |              |                   |
| Ардс              | 0:1          | Балліміна Юнайтед |
| Гленторан         | 2:4          | Крузейдерс        |
| 20 листопада 2018 |              |                   |
| Кліфтонвілль      | 1:1 пен. 2:3 | Данганнон Свіфтс  |
| 4 грудня 2018     |              |                   |
| Портадаун (2)     | 1:2          | Лінфілд           |

## 1/2 фіналу
| Команда 1        | Рахунок | Команда 2         |
| ---------------- | ------- | ----------------- |
| 11 грудня 2018   |         |                   |
| Крузейдерс       | 0:1     | Балліміна Юнайтед |
| Данганнон Свіфтс | 0:1 дч  | Лінфілд           |

## Фінал
| 16 лютого 2019 19:30 (EEST) |

| Балліміна Юнайтед | 0:1      | Лінфілд       |
| ----------------- | -------- | ------------- |
|                   | Протокол | Вотерворт 15' |

| Віндзор Парк, Белфаст Арбітр: Ендрю Дейві |